# Bandiere con la Union Jack

La Union Flag, conosciuta anche come Union Jack, dal 1801 è la bandiera del Regno Unito

Le bandiere con la Union Jack sono una famiglia di bandiere derivate dal vessillo del Regno Unito.
Alcune bandiere delle ex colonie britanniche presentano la Union Jack nel cantone e un badge al battente. Sono derivate dalla red ensign per uso civile e blue ensign per uso governativo.  Alcuni stati, come l'Australia, la Nuova Zelanda, le Figi e Tuvalu, dopo l'indipendenza hanno mantenuto la Union Jack nel cantone ma hanno mutato lo sfondo (da blu ad azzurro) o sostituito il badge con un altro motivo.

## Bandiere con la Union Jack

### Australia  (Commonwealth of Australia)

#### Bandiere nazionali e di servizio
| Bandiera | Data   | Funzione                                                   | Descrizione |
| -------- | ------ | ---------------------------------------------------------- | --- |
|          | 1909 - | Bandiera nazionale dell'Australia                          | Blue Ensign con una Croce del Sud nei quadranti al battente (formata da 4 stelle bianche a 7 punte ed una a 5 punte) ed una grossa stella bianca a 7 punte nel quadrante basso all'asta |
|          | 1909 - | Bandiera navale civile dell'Australia                      | Bandiera australiana su Red Ensign (fondo rosso, stelle bianche) |
|          | 1968 - | Bandiera navale militare della Marina Reale dell'Australia | Bandiera australiana su White Ensign (fondo bianco, stelle in blu) |
|          | 1968 - | Bandiera dell'aeronautica militare reale dell'Australia    | Bandiera australiana su Blue Ensign chiara con coccarda dell'aviazione in basso a destra e stelle leggermente inclinate verso destra                                                    |
|          |        | Bandiera dell'aeronautica civile dell'Australia            | Bandiera australiana su Blue Ensign chiara con croce di S.giorgio blu e stelle molto inclinate verso sinistra                                                                           |

#### Bandiere degli stati federali
| Bandiera | Data   | Stato                               | Descrizione |
| -------- | ------ | ----------------------------------- | --- |
|          | 1876 - | Bandiera del Nuovo Galles del Sud   | Blue Ensign con lo stemma del Nuovo Galles del Sud (cerchio bianco con croce di S. Giorgio, ogni braccio caricato con una stella d'oro, al centro un leone inglese d'oro) |
|          | 1876 - | Bandiera del Queensland             | Blue Ensign con lo stemma del Queensland (cerchio bianco con croce di Malta blu, al centro una corona rosso e oro)                                                        |
|          | 1904 - | Bandiera dell'Australia meridionale | Blue Ensign con lo stemma dell'Australia meridionale (cerchio d'oro con uccello fiktiv con ali aperte, generalmente conosciuto come Flötenvogel)                          |
|          | 1876 - | Bandiera della Tasmania             | Blue Ensign con lo stemma della Tasmania (cerchio bianco con leone rosso)                                                                                                 |
|          | 1877 - | Bandiera di Victoria                | Blue Ensign con una croce del sud coronata |
|          | 1875 - | Bandiera dell'Australia occidentale | Blue Ensign con lo stemma dell'Australia occidentale (cerchio d'oro con cigno nero)                                                                                       |

#### Bandiere storiche australiane
| Bandiera | Data    | Funzione                                                                     | Descrizione                                                                                                  |
| -------- | ------- | ---------------------------------------------------------------------------- | --- |
|          | ab 1831 | New South Wales Ensign, più tardi Australian Federation Flag (non ufficiale) | Variante della White Ensign con croce di san Giorgio blu caricata di 5 stelle (4 nelle braccia, 1 al centro) |
|          | ab 1851 | Bandiera della Anti Transport League                                         | Blue Ensign con cinque stelle d'oro                                                                          |

### Figi

#### Bandiere nazionali e di servizio
| Bandiera | Data   | Funzione                                    | Descrizione |
| -------- | ------ | ------------------------------------------- | --- |
|          | 1970 - | Bandiera nazionale delle isole Figi         | Blue Ensign con fondo molto chiaro e stemma delle Figi (sopra con leone inglese, sotto con croce di S. Giorgio e nei quadranti canna da zucchero, palma, casco di banane e colomba della pace) |
|          | 1970 - | Bandiera navale civile delle Figi           | Red Ensign con lo stemma delle isole |
|          | 1970 - | Bandiera navale governativa delle Figi      | Blue Ensign (con blu scuro) e stemma delle isole |
|          | 1970 - | Bandiera navale militare delle Figi         | White Ensign con lo stemma delle isole |
|          | 1970 - | Bandiera dell'aeronautica civile delle Figi | Blue Ensign con fondo molto chiaro, croce di S. Giorgio blu con bordi bianchi e stemma delle isole                                                                                             |

### Canada

#### Bandiere su base britannica delle Province canadesi
| Bandiera | Data   | Provincia                          | Descrizione                                                                                                   |
| -------- | ------ | ---------------------------------- | --- |
|          |        | Bandiera della Columbia Britannica | Sopra, Union Jack con corona al centro. Sotto, 4 linee ondulate blu su fondo bianco ed un sole sorgente d'oro |
|          | 1965 - | Bandiera del Manitoba              | Red Ensign con lo stemma del Manitoba (scudo con croce di San Giorgio sopra e bufalo sotto)                   |
|          | 1965 - | Bandiera dell'Ontario              | Red Ensign con lo stemma dell'Ontario (scudo con croce di San Giorgio sopra e tre foglie d'acero sotto)       |

### Nuova Zelanda

#### Bandiere nazionali e di servizio
| Bandiera | Data   | Funzione                                                        | Descrizione |
| -------- | ------ | --------------------------------------------------------------- | --- |
|          | 1869 - | Bandiera nazionale della Nuova Zelanda                          | Blue Ensign con Croce del Sud formata da 4 stelle rosse bordate di bianco                                            |
|          |        | Bandiera navale civile della Nuova Zelanda                      | Bandiera neozelandese su Red Ensign (stelle bianche)                                                                 |
|          |        | Bandiera navale militare della Marina Reale della Nuova Zelanda | Bandiera neozelandese su White Ensign (stelle rosse)                                                                 |
|          |        | Bandiera dell'aeronautica militare reale della Nuova Zelanda    | Bandiera neozelandese su Blue Ensign chiara con coccarda britannica (caricata delle lettere "NZ") al battente        |
|          |        | Bandiera dell'aeronautica civile della Nuova Zelanda            | Bandiera neozelandese su Blue Ensign chiara con croce di S.Giorgio blu e stelle rosse al centro del quarto quadrante |

#### Bandiere di territori dipendenti
| Bandiera | Data   | Territorio                | Descrizione |
| -------- | ------ | ------------------------- | --- |
|          | 1979 - | Bandiera delle Isole Cook | Blue Ensign con 15 stelle bianche in cerchio al battente                                                                                   |
|          | 1975 - | Bandiera di Niue          | Di giallo, Union Jack nel cantone con 4 stelle d'oro sulle braccia della croce di S. Giorgio ed una stella gialla bordata di blu al centro |

### Tuvalu

#### Bandiere nazionali
| Bandiera | Data               | Funzione                     | Descrizione                                        |
| -------- | ------------------ | ---------------------------- | -------------------------------------------------- |
|          | 1978 - 1995 1997 - | Bandiera nazionale di Tuvalu | Blue Ensign chiara con 9 stelle gialle al battente |

### Stati Uniti d'America
| Bandiera | Data            | Funzione                                                        | Descrizione                                                                         |
| -------- | --------------- | --------------------------------------------------------------- | ----------------------------------------------------------------------------------- |
|          | attorno al 1775 | Bandiera storica degli Stati Uniti d'America (Grand Union Flag) | 7 strisce orizzontali rosse e 6 strisce orizzontali bianche, Union Jack nel cantone |
|          | 1816 -          | Bandiera delle Hawaii                                           | 8 strisce orizzontali bianche, rosse e blu, Union Jack al cantone                   |

### Territori d'oltremare
| Bandiera | Data   | Uso                                                         | Descrizione                                                                                          |
| -------- | ------ | ----------------------------------------------------------- | --- |
|          | 1960 - | Bandiera usata ad Akrotiri e Dhekelia                       | È in uso la Bandiera dell'Unione, poiché non esiste una bandiera specifica                           |
|          | 1999 - | Bandiera di Anguilla                                        | Blue Ensign con lo stemma di Anguilla                                                                |
|          | 2013 - | Bandiera di Ascensione                                      | Blue Ensign con lo stemma di Ascensione                                                              |
|          | 1910 - | Bandiera di Bermuda                                         | Red Ensign con lo stemma di Bermuda                                                                  |
|          | 1963 - | Bandiera del Territorio Antartico Britannico                | White Ensign con lo stemma del Territorio Antartico Britannico                                       |
|          | 1990   | Bandiera del Territorio Britannico dell'Oceano Indiano      | Blue Ensign con linee bianche ondulate, con lo stemma del Territorio Britannico dell'Oceano Indiano. |
|          |        | Bandiera delle Isole Vergini Britanniche                    | Blue Ensign con lo stemma delle Isole Vergini Britanniche .                                          |
|          |        | Bandiera delle Isole Cayman                                 | Blue Ensign con lo stemma delle Isole Cayman                                                         |
|          |        | Bandiera delle Isole Falkland                               | Blue Ensign con lo stemma delle Isole Falkland                                                       |
|          |        | Bandiera di Montserrat                                      | Blue Ensign con lo stemma delle Montserrat                                                           |
|          |        | Bandiera delle Isole Pitcairn                               | Blue Ensign con lo stemma di Pitcairn                                                                |
|          |        | Bandiera di Sant'Elena                                      | Blue Ensign con lo stemma di Sant'Elena                                                              |
|          | 1985 - | Bandiera della Georgia del Sud e isole Sandwich meridionali | Blue Ensign con lo stemma della Georgia del Sud e isole Sandwich meridionali.                        |
|          |        | Bandiera di Tristan da Cunha                                | Blue Ensign con lo stemma di Tristan da Cunha.                                                       |
|          |        | Bandiera di Turks e Caicos                                  | Blue Ensign con lo stemma delle Isole Turks e Caicos                                                 |

### Bandiere coloniali storiche dell'Impero britannico
| Bandiera | Data                   | Colonia                                                                                            | Descrizione |
| -------- | ---------------------- | -------------------------------------------------------------------------------------------------- | --- |
|          | 1838 - 1967            | Bandiera coloniale della Colonia di Aden                                                           | |
|          | 1882 -1963             | Bandiera coloniale del Borneo del Nord                                                             | |
|          | 1976 -1978             | Bandiera coloniale delle Isole Ellice (oggi: Tuvalu)                                               | Blue Ensign con lo Stemma delle isole Ellice, che oggi è bandiera di Tuvalu. (Scudo in oro, circondato da 8 conchiglie e foglie di banano. Sullo scudo una capanna su terreno verde e sotto cielo azzurro. Sotto, 4 linee ondulate blu in campo giallo) |
|          | 1948 -1999             | Bandiera coloniale delle isole Falkland                                                            | Blue Ensign con lo Stemma delle isole Falkland (quergeteilt, sotto a sinistra leone marino marrone su sfondo ocra, sopra a destra mezza nave Desire, circondato dal motto Desire The Right) |
|          | 1924 -1970             | Bandiera coloniale delle Figi                                                                      | Blue Ensign con lo stemma delle Figi (Piroga sopra un leone inglese che tiene in bocca una noce di cocco. Sotto uno scudo bianco con croce di S. Giorgio. Nei quattro quadranti (dall'alto a sinistra in senso orario): canna da zucchero, palma, casco di banana e colomba della pace. Lo scudo è sorretto da due guerrieri indigeni vestiti con gonnellini, armati quello a destra con clava, quello a sinistra con lancia.) |
|          | 1821 -1888             | Bandiera coloniale dell'Africa occidentale britannica (oggi Gambia, Ghana, Nigeria e Sierra Leone) | Blue Ensign con lo stemma dell'Africa occidentale britannica (elefante su sabbia gialla davanti a montagne verdi ed una palma verde. Sotto la scritta rossa "West Africa") |
|          | 1821 -1888             | Bandiera del Governatore dell'Africa occidentale britannica                                        | Union Jack con lo stemma dell'Africa occidentale britannica al centro |
|          | 1888 -1965             | Bandiera coloniale del Gambia britannico                                                           | Blue Ensign con lo stemma del Gambia britannico (elefante su sabbia gialla davanti a montagne verdi ed una palma verde. Sotto la scritta rossa "G.") |
|          | 1888 -1965             | Bandiera del governatore del Gambia britannico                                                     | Union Jack con lo stemma del Gambia britannico al centro |
|          | 1937 -1979             | Bandiera coloniale delle Gilbert e isole Ellice (oggi Kiribati e Tuvalu)                           | Blue Ensign con lo stemma delle isole Gilbert ed Ellice. Questo è lo stemma di Kiribati dal 1979 (col motto cambiato). (fregata gialla su sole sorgente. Sott, 6 righe ondulate bianche e blu) |
|          | 1821 -1957             | Bandiera coloniale della Costa d'Oro (oggi Ghana)                                                  | Blue Ensign con lo stemma della Costa d'Oro (uguale allo stemma dell'Africa occidentale britannica, con la scritta rossa "G. C.") |
|          | 1919-1954              | Bandiera coloniale della Guyana britannica (oggi Guyana)                                           | Blue Ensign con lo stemma della Guyana britannica (cerchio bianco con scudo azzurro caricato di nave a vela) |
|          | 1870 -1876             | Bandiera coloniale di Hong Kong                                                                    | Blue Ensign con lo stemma di Hong Kong (lettere nere H.K. coronate su cerchio bianco) |
|          | 1876 -1910             | Bandiera coloniale di Hong Kong                                                                    | Blue Ensign con lo stemma di Hong Kong (cerchio, porto con terra marrone, 3 persone in vestiti tradizionali cinesi e 3 balle di merce gialle. Sopra, mare blu con giunca e nave a vela inglese. Sullo sfondo, montagne verdi e cielo azzurro con nuvole bianche) |
|          | 1959 -1997             | Bandiera coloniale di Hong Kong                                                                    | Blue Ensign con lo stemma di Hong Kong (cerchio bianco, scudo con corona d'oro su fondo rosso sopra e due giunche d'oro sotto. Sotto, su terreno verde il nome Hong Kong. Lo scudo è portato a sinistra da un leone d'oro coronato, a destra da un drago cinese |
|          | 1858 - 1947            | Bandiera dell'Impero Anglo-Indiano                                                                 | Red Ensign con lo stemma dell'India britannica |
|          | 1858 - 1947            | Bandiera blu dell'Impero Anglo-Indiano                                                             | Blue Ensign con lo stemma dell'India britannica |
|          | 1885- 1947             | Bandiera del viceré d'India                                                                        | Union Flag con lo stemma dell'India britannica al centro ed una corona sopra |
|          | 1875-1906              | Bandiera coloniale della Giamaica                                                                  | Blue Ensign con lo stemma della Giamaica (su un cerchio bianco, scudo con croce rossa di S. Giorgio, un ananas su ogni braccio, al centro.) |
|          | 1906-1957              | Bandiera coloniale della Giamaica                                                                  | Blue Ensign con lo stemma della Giamaica (su un cerchio bianco, scudo con croce rossa di S. Giorgio, un ananas su ogni braccio, al centro. Lo scudo è portato a sinistra da un'indiana con un cesto di ananas, a destra da un indiano con una lancia. Sopra lo scudo un elmo da guerra in oro ed un coccodrillo. Motto: Out Of Many, One People)                                                                               |
|          | 1957-1962              | Bandiera coloniale della Giamaica                                                                  | Blue Ensign con lo stemma della Giamaica (su un cerchio bianco, scudo con croce rossa di S. Giorgio, un ananas su ogni braccio, al centro. Lo scudo è portato a sinistra da un'indiana con un cesto di ananas, a destra da un indiano con una lancia. Sopra lo scudo un elmo da guerra in oro ed un coccodrillo. Motto: Out Of Many, One People)                                                                               |
|          | 1962                   | Bandiera coloniale della Giamaica                                                                  | Blue Ensign con lo stemma della Giamaica (su un cerchio bianco, scudo con croce rossa di S. Giorgio, un ananas su ogni braccio, al centro. Lo scudo è portato a sinistra da un'indiana con un cesto di ananas, a destra da un indiano con una lancia. Sopra lo scudo un elmo da guerra in oro ed un coccodrillo. Motto: Out Of Many, One People.                                                                               |
|          | 1775 - 1910            | Bandiera della Colonia del Capo (più tardi Provincia del Capo in Sudafrica)                        | Blue Ensign con lo stemma della Colonia del Capo |
|          | 1920-1963              | Bandiera coloniale del Kenya                                                                       | Blue Ensign con lo stemma del Kenya (leone rampante rosso su cerchio bianco) |
|          | 1907 -1953             | Bandiera coloniale del Nyassaland                                                                  | Blue Ensign con lo stemma di Malawi (sopra un sole sorgente in oro su cielo azzurro, in mezzo un leone in oro su fondo bianco) |
|          | 1953 -1963             | Bandiera coloniale della federazione di Rhodesia e Nyassaland                                      | Blue Ensign con lo scudo di Malawi (sopra un sole sorgente in oro, in mezzo un leone inglese rosso, sotto 6 linee ondulate verticali bianche su fondo nero) |
|          | 1802 - 1964            | Bandiera coloniale di Malta                                                                        | Blue Ensign con lo scudo di Malta in un cerchio bianco (Lo scudo è diviso verticalmente: a sinistra, bianco, a destra rosso). La bandiera commerciale fu dal 1921 un'Red Ensign con lo scudo in un cerchio bianco. |
|          | 1906 -1923             | Bandiera coloniale di Mauritius                                                                    | Blue Ensign con lo stemma di Mauritius in un cerchio bianco |
|          | 1923 -1968             | Bandiera coloniale di Mauritius                                                                    | Blue Ensign con lo stemma di Mauritius |
|          | 1800 -1960             | Bandiera coloniale della Nigeria                                                                   | Blue Ensign con lo stemma della Nigeria (cerchio rosso con una stella di David verde ed una corona verde al centro) |
|          | 1939 -1953             | Bandiera coloniale della Rhodesia Settentrionale (oggi Zambia)                                     | Blue Ensign con lo stemma della Rhodesia Settentrionale (aquila d'oro su fondo blu. Sotto, 7 linee ondulate verticali bianche su fondo nero) |
|          | 1826 -1946             | Bandiera coloniale dello Stabilimento dello Stretto                                                | |
|          | 1946 -1963             | Bandiera coloniale di Sarawak                                                                      | Blue Ensign con lo stemma di Sarawak (d'oro, croce di S. Giorgio al centro, a destra rossa, a sinistra, nera. Al centro una corona dorata) |
|          | 1910 -1928             | Bandiera coloniale del Sudafrica (fino al 1960 bandiera commerciale)                               | Red Ensign con lo stemma del Sudafrica |
|          | -1963                  | Bandiera coloniale dello Yemen del Sud                                                             | Blue Ensign con lo stemma dello Yemen del Sud (cerchio blu, onda bianca in primo piano, 2 dau in secondo piano, un Felsen verde sullo sfondo) |
|          | 1924 -1953 1968 - 1980 | Bandiera coloniale della Rhodesia Meridionale (oggi Zimbabwe)                                      | Blue Ensign con lo stemma della Rhodesia Meridionale (scudo con sopra leone rosso su fondo bianco e sotto una lancia in oro su fondo verde) |
|          | 1964 - 1968            | Bandiera coloniale della Rhodesia Meridionale                                                      | Come la precedente, ma con fondo della bandiera azzurro |
|          | 1914 - 1962            | Bandiera coloniale dell'Uganda                                                                     | Blue Ensign con lo stemma dell'Uganda (cerchio, gru coronata su fondo verde con cielo blu) |
|          | 1914 -1960             | Bandiera coloniale di Cipro                                                                        | Blue Ensign con lo stemma di Cipro (cerchio bianco con due leoni rossi inglesi) |
|          | 1815 -1948             | Bandiera coloniale di Ceylon                                                                       | |
|          | 1884 -1960             | Bandiera coloniale della Somalia Britannica                                                        | |
|          | 1907 -1949             | Bandiera coloniale del Dominion di Terranova                                                       | |
|          | 1868 - 1921            | Bandiera coloniale del Canada                                                                      | Red Ensign con lo scudo del Canada (nella parte superiore, quattro quarti: 3 leoni inglesi, 1 leone scozzese, 3 gigli francesi (Fleur-de-lis) su fondo blu, 1 arpa celtica in oro su fondo blu. Nella parte inferiore, 3 foglie d'acero rosse su fondo bianco) |
|          | 1921 - 1957            | Bandiera coloniale del Canada                                                                      | Red Ensign con lo scudo del Canada (nella parte superiore, quattro quarti: 3 leoni inglesi, 1 leone scozzese, 3 gigli francesi (Fleur-de-lis) su fondo blu, 1 arpa celtica in oro su fondo blu. Nella parte inferiore, 3 foglie d'acero verdi su fondo bianco) |
|          | 1957 - 1965            | Bandiera coloniale del Canada                                                                      | Red Ensign con lo scudo del Canada (nella parte superiore, quattro quarti: 3 leoni inglesi, 1 leone scozzese, 3 gigli francesi (Fleur-de-lis) su fondo blu, 1 arpa celtica in oro su fondo blu. Nella parte inferiore, 3 foglie d'acero rosse su fondo bianco) |
|          | 1922 - 1961            | Bandiera coloniale del Camerun Britannico                                                          | |
|          | 1889 -1962             | Bandiera coloniale di Trinidad e Tobago                                                            | |
|          | 1919 -1961             | Bandiera coloniale di Tanganica                                                                    | |
|          | 1900 -1910             | Bandiera della Colonia del fiume Orange                                                            | |
|          | -1979                  | Bandiera della colonia di Saint Vincent e Grenadine                                                | |
|          | 1875 - 1939            | Bandiera della colonia di Saint Lucia                                                              | |
|          | 1939 - 1967            | Bandiera della colonia di Saint Lucia                                                              | |
|          | 1906 - 1949            | Bandiera della colonia di Papua                                                                    | |
|          | 1927 - 1948            | Bandiera della Mandato Britannico della Palestina                                                  | |
|          | 1815 - 1864            | Bandiera degli Stati Uniti delle Isole Ionie                                                       | |
|          | 1875 - 1921            | Bandiera storica di Gibilterra                                                                     | |
|          | 1885 - 1958            | Bandiera della colonia di Barbados                                                                 | |
|          | 1958 - 1966            | Bandiera della colonia di Barbados                                                                 | |

### Altre bandiere storiche
| Bandiera | Data      | Funzione                                                                                              | Descrizione                                                                      |
| -------- | --------- | --- | -------------------------------------------------------------------------------- |
|          | 1707-1801 | Bandiera della Compagnia Inglese delle Indie Orientali dopo l'unione di Inghilterra e Scozia          | 7 bande orizzontali rosso scuro su campo bianco col primo Union Jack nel cantone |
|          | 1801-1858 | Bandiera della Compagnia delle Indie Orientali dopo l'integrazione dell'Irlanda                       | 7 bande orizzontali rosso scuro su fondo bianco con Union Jack nel cantone       |
|          |           | Green Ensign: (An Meirge Uaine in irlandese), Bandiera utilizzata da alcune navi mercantili irlandesi | Green Ensign con arpa d'oro al battente e Union Jack nel cantone su sfondo verde |